# IC 3328
IC 3328 ist eine elliptische Zwerggalaxie vom Hubble-Typ dE im Sternbild Jungfrau am Nordsternhimmel. Sie ist schätzungsweise 43 Millionen Lichtjahre von der Milchstraße entfernt.
Das Objekt wurde am 23. Februar 1900 von Arnold Schwassmann entdeckt.